# یاواتاهاما، اهیمه
یاواتاهاما در استان اهیمه در کشور ژاپن واقع شده‌است  که دارای جمعیت ۴۰٬۰۱۰ نفر و مساحت ۱۳۲٫۹۸ کیلومتر مربع با تراکم جمعیت ۳۰۱  نفر در کیلومترمربع است و در تاریخ ۲۸ مارس ۲۰۰۵ به عنوان شهر شناخته شد.